# Фауста Сремска
Света мученица Фауста пострадала је за Христа у време цара Максимијана између 305. и 311. године. Била је мајка Свете Анастасије Сремске.
Својим јунаштвом задивила и у хришћанство обратила мучитеље своје: осамдесетогодишњег жреца Евиласија и Максима епарха. Кад је судија претио Фаусти још страшнијим мукама, она му рекне да изради њену икону са изображењем свију оних мука, којима јој он прети. Када икона би готова и њој показана, рекне Фауста света: „Као што ова икона не осећа никакве муке, тако ни моје тело не осећа муке од твојих казни, јер је душа моја утврђена у Господу“. Судија је баци у котао вреле воде где ова света тринаестогодишња девојчица сконча с молитвом на устима, и оде душом у Рај.
Српска православна црква слави је 6. фебруара по црквеном, а 19. фебруара по грегоријанском календару.